# Geschichte des orientalischen Tanzes
Die Wurzeln des orientalischen Tanzes liegen vermutlich in den traditionellen Tänzen des Orients oder Afrikas. Alle Theorien zur Geschichte, den Ursprüngen, Zweck, Entwicklung, Form, Einflüssen und Veränderungen des orientalischen Tanzes sind nicht belegbar und entbehren historisch nachweisbarer Quellen. Erst ab ca. 1700 sind Quellen (z. B. Reiseberichte oder alte Fotografien) vorhanden, die Rückschlüsse auf den Tanz, die Haltung und die Kostüme orientalischer Tänzerinnen geben.
Darstellungen und Beschreibungen tanzender Frauen sind aus vielen Jahrtausenden und aus vielen Kulturen des alten Orients bekannt. Die Maler des Orientalismus malten zwar den Orient und orientalische Frauen und Tänzerinnen, jedoch arbeiteten sie nicht alle mit eigenen Skizzen der Originale. Viele unter ihnen zeichneten die Sicht des Westens auf den Orient, eine eher verklärte Wunschvorstellung.
Man kann annehmen, dass der orientalische Tanz oder Bauchtanz auf alte Fruchtbarkeits-, Anbetungs- und Gebärtänze von zum Beispiel Initiationsriten zurückgeht. Möglicherweise diente er auch der Geburtsvorbereitung, da er unter anderem die Muskulatur des Abdomens trainiert und beweglich hält.

## Präantike Figurinen und Reliefs
Es gibt viele präantike Figurinen, Reliefs und Höhlenmalereien die überraschenderweise eine ganz typische Armhaltung des orientalischen Tanzes zeigen. Beide Arme sind sichelförmig über den Kopf erhoben. Diese typische Tanzpose gibt es natürlich auch in anderen Tänzen und überall auf der Welt tanzte der frühe Homo sapiens.
Damit sind diese Figurinen oder Reliefs kein Beweis, dass der orientalische Tanz aus sehr frühen Geburts-, Initiations- oder Fruchtbarkeitstänzen hervorging und seine „typische“ Haltung über Jahrtausende bewahrte. Es gibt bis heute auch keinen gegenteiligen Beweis für diese Theorie.

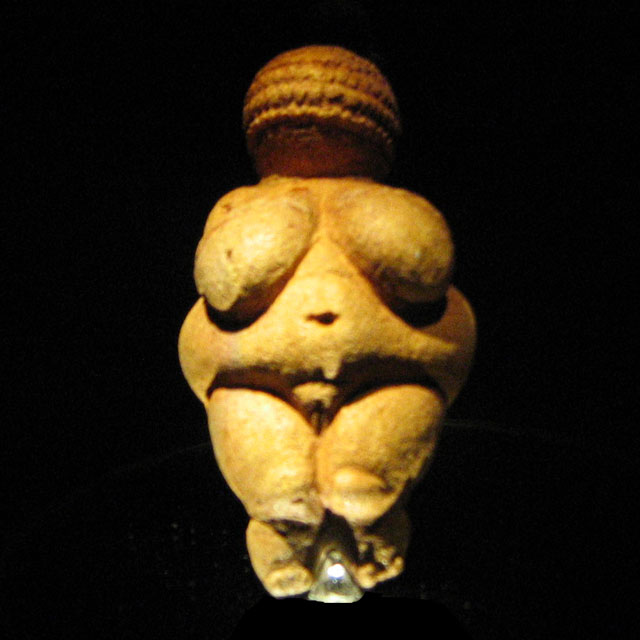
Venus von Willendorf, um 25.000 v. Chr.

Aus dem Jungpaläolithikum und späteren Zeiten finden sich viele weibliche Figuren sowie Reliefs von Frauen oder Göttinnen. Ab etwa 28.000 bis vor 21.000 Jahren findet sich das Gravettien, als Fruchtbarkeitssymbole (oder Göttinnen?) gedeutete Figuren wie die Venus von Willendorf deuten auf religiöse Vorstellungen hin. Einige Theorien wollen hier eine sehr frühe Verehrung der Weiblichkeit oder der Leben gebärenden Frau, bzw. einen matriarchalen Kult oder ein frühes Matriarchat erkennen. Beweise für Matriarchate in frühen archaischen Kulturen wurden bisher nicht gefunden. Für Vertreter der Frauenbewegung, insbesondere des differentialistischen Zweiges, bedeutet das Matriarchat im Besonderen eine Zeit der Ur- und Frühgeschichte, in der die Frauen kulturschöpfend und prägend gewesen sind, aber nicht geherrscht haben. Es herrscht heute bei Historikern wie bei Feministinnen Einigkeit darüber, dass es Gesellschaften mit Frauenherrschaft nicht gegeben hat (siehe dort).
Erste dreidimensionale Skulpturen aus dieser Zeit zeigten meistens weibliche Figuren mit stark hervorgehobenen Geschlechtsmerkmalen wie großen Brüsten und breitem Becken oder aber Jagdtiere. Hergestellt wurden sie aus Stein und Ton, wahrscheinlich aber auch leichter vergänglichem Material wie Holz oder Knochen. Dabei wurden manche Details bei den weiblichen Statuetten nicht oder fast nicht ausgeführt, so etwa Gesichter, Arme und Beine. Einige Forscher interpretieren die Darstellungen als Fruchtbarkeits-Göttin (Muttergöttin), eventuell auch als Hinweis auf ein vorherrschendes Matriarchat, sicher aber sind es keine realen Porträts. Man kann davon ausgehen, dass die durchschnittliche normale Steinzeitfrau keine Chance hatte, derartige ausgreifende Formen anzunehmen.
Einige Theorien möchten diese Funde und Malereien als Verehrungsbeweise des Ur-Weiblichen bzw. einer frühen Göttin, gerne mit dem als „ur-weiblichsten Tanz“ bezeichneten orientalischen Tanz in Verbindung bringen, um damit auch die spirituelle Kraft des orientalischen Tanzes zu bekräftigen, der damit eine jahrzehntausendealte Geschichte bekommen würde.
Auch diese Theorien sind nur Mutmaßungen.

## Tanz im alten Ägypten

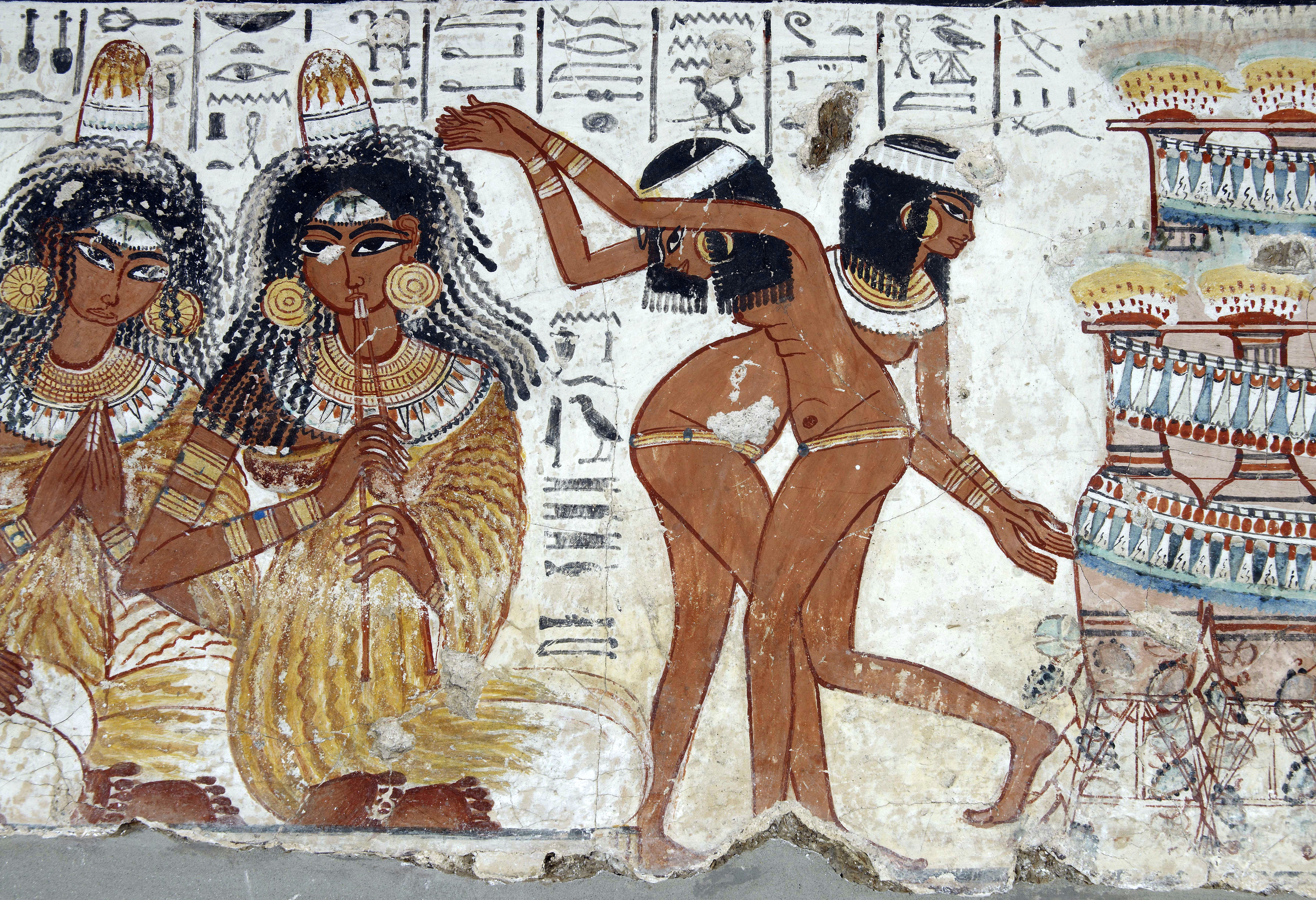
Ägyptische Malerei mit tanzenden Frauen und Musikantinnen, um 1400 v. Chr.

Die eindeutigsten und beeindruckendsten Bildnisse tanzender Frauen finden sich auf alten ägyptischen Wandmalereien. Die Merkmale der ägyptischen Malerei sind im Wesentlichen aus Funden in Grabkammern der Pharaonenfamilien und hoher Beamter bekannt. Schon in der Vorgeschichte Ägyptens wurden Felsbilder und keramische Malereien hergestellt.

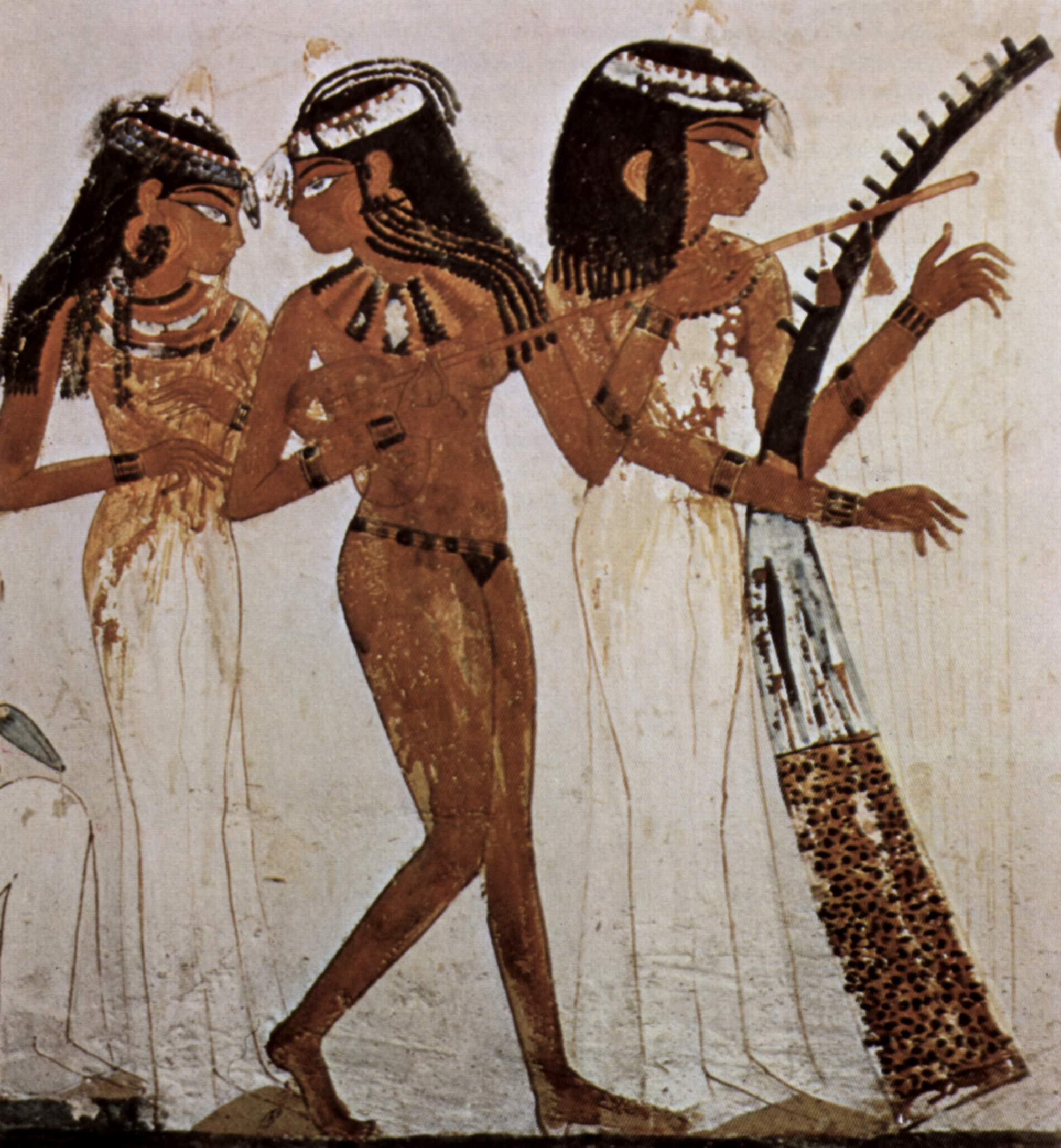
Grab des Nacht, Szene: Musikantin, um 1400 v. Chr.

Die Ägypter waren ein sehr auf das Jenseits ausgerichtetes, religiöses Volk, gleichzeitig aber auch dem Diesseits zugewandt. Kaum ein anderes Volk der Weltgeschichte hat sich so intensiv mit dem Tod auseinandergesetzt. Gleichzeitig waren die alten Ägypter dem Diesseits nicht abgewandt und lebten durchaus lebens-, liebes- und körperbejahend.
Im religiösen Kult und bei Festen weltlicher Art spielte der Tanz im Alten Ägypten eine große Rolle. Es gab strenge, lebhafte und ekstatisch-akrobatische Tanzformen. Die Tänzerinnen oder Tänzer übten ihre Tätigkeit berufsmäßig aus. Den Tanz als Element einer Paarbeziehung gab es nicht, die höheren Würdenträger ließen tanzen. Das Kostüm der auf den Wandmalereien dargestellten Tänzerinnen war praktisch kaum vorhanden, oder auf einen plissierten Baumwollhüftschal, manchmal nur eine Perlenkette die um die Hüfte gebunden wurde, beschränkt. Tanzbeschreibungen sind nicht überliefert. Auf einigen Wandmalereien kann man noch einzelne Bewegungen der Tänzerinnen erkennen und die zur Begleitmusik benutzten Instrumente Sistrum, Flöte, Zimbel (türkisch zil) und Trommel (arabisch tabl).
Wie sich der „ägyptische“ Tanz durch die verschiedenen Reiche unter den verschiedenen Dynastien veränderte ist nicht überliefert. Auch ist nicht überliefert, ob er sich überhaupt veränderte. Da die ägyptische Malerei vor allem Szenen aus dem Leben privilegierter Menschen darstellte, sind auch die abgebildeten Tanzszenen nur ein winziger Eindruck eines Tanzes der nicht allen Menschen zugänglich war. Der alt-ägyptische Tanz, dessen Schritte, Bewegungen und Musik nicht schriftlich überliefert wurde, darf auch nicht pauschal als „Tanz des Volkes“ oder gar Vorläufer des heutigen Bauchtanzes aufgefasst werden. Hierzu fehlen vor allem Quellen und gesicherte Forschungsergebnisse.
Dass sich im ägyptischen Volk andere Tänze entwickelten, als in der privilegierten Oberschicht, ist sehr wahrscheinlich. Diese Tänze wurden nicht durch Malerei festgehalten, daher bleiben diese Quellen der Forschung verschlossen. Sehr wahrscheinlich ist aber, dass der orientalische Tanz mehr in den „Tänzen des Volkes“ seine Wurzeln hat, als in der abgeschotteten Welt des Adels, reicher Beamter und des Priestertums.
Die Darstellungen von Tänzerinnen in den ägyptischen Grabkammern, werden oft von heutigen Tänzerinnen nachempfunden, ohne die dargestellten Kostümierungen der Tänzerinnen zu übernehmen. Bei diesen Tanzinterpretationen werden auch babylonische und ägyptische Göttinnen und deren Mythen für „orientalische Tanzinterpretationen“ benutzt. Ebenso werden die Symbole (die Krone der Hathor, die Flügel der Isis) und die Tiere von Göttinnen im Tanz eingesetzt (siehe auch: Schlangentanz, pharaonischer Tanz).

## Europäische Reisende des 18. und 19. Jahrhunderts
Die ersten in Europa publizierten Reisebeschreibungen, die unter anderem Tänzerinnen, ihre Tänze und Kostüme beschrieben, entstanden zwischen 1712 und dem Beginn des 20. Jahrhunderts. Auch diese Beschreibungen lassen keine genauen Schlüsse auf die gesehenen Tänze und Tänzerinnen zu. Die Beschreibungen der europäischen Reisenden schwanken zwischen Verwunderung und Erstaunen über die Geschmeidigkeit der Tänzerinnen und Abscheu vor der allzu offen gezeigten Körperlichkeit. Man bedenke hierbei, dass in Europa die Bewegungsfreiheit der Frauen durch ein Korsett abgeschnürt war und eine freie Bewegung, wie man sie bei unverschnürten Frauen im Orient sah, als unnatürlich, fast schon unmoralisch empfunden wurde.

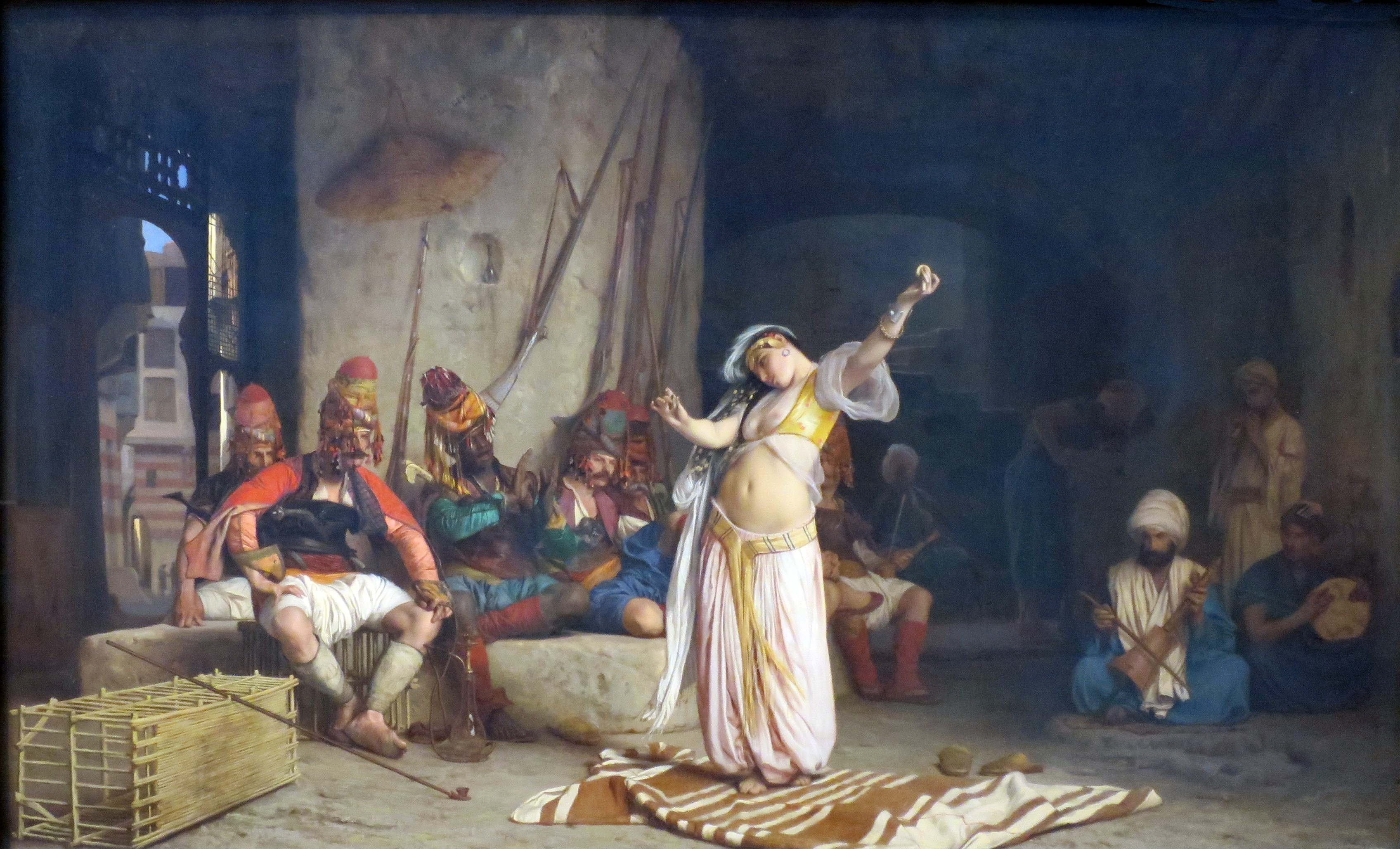
Jean-Léon Gérôme (1824–1904)

Wichtige Orientreisende, viele davon Frauen, die in ihren Büchern und Reisebeschreibungen Informationen über orientalischen Tanz hinterließen, waren:
- Lady Mary Wortley Montagu (1689–1762)
- Ida Pfeiffer (1797–1858)
- Gustave Flaubert (1821–1880)
- Isabel Burton (1831–1896)
- Alexine Tinne (1835–1869)
- Émile Zola (1840–1902)
- Gertrude Bell (1868–1926)
- Isabelle Eberhardt (1877–1904)

Nachdem Napoléon Bonaparte 1798 in Ägypten einmarschierte, wurde das Interesse Europas am Orient, vor allem Ägypten, entfacht (siehe Ägyptische Expedition Napoleons). Die militärische Expedition Napoléons war zwar ein Fehlschlag, jedoch ein wissenschaftlicher Erfolg. In den Inscriptions de L’Egypte, die auf Befehl Napoléons angefertigt wurden, einer umfassenden Aufzeichnung aller in Ägypten vorgefundenen Entdeckungen (von Mumien über Tongefäße bis zu Radierungen ganzer Tempelanlagen), bekam die intellektuelle Elite Europas plötzlich Einsicht in die vormals völlig unbekannte Kultur und Vorgeschichte Ägyptens.
Im gleichen Maß, wie das Interesse an ägyptischer Geschichte in den intellektuellen Kreisen Europas wuchs, wurde Ägypten ein universeller Inspirationsquell für Künstler, Maler und Modeschöpfer. Die damalige Mode des Empirestils, vor allem an der griechischen Antike orientiert, nahm plötzlich opulente orientalische Elemente auf. Die Roben der Damen wurden nicht mehr aus leichten weißen Stoffen (vor allem Musselin), sondern aus schweren und farbigen Materialien genäht, und der Turban, verziert mit Federn und Perlen, kam in Mode.

## Orientalischer Tanz in Burleske, Varieté, Kabarett, Revue

„Little Egypt“ ca. 1893

Die Fremdartigkeit des Orients faszinierte die Menschen seit den ersten Reiseberichten europäischer Reisender. Vor allem die (den Männern) verschlossene Welt der orientalischen Frauen und die orientalische Musik wirkten auf die Europäer und nährten Fantasien, wie die Tänze dieser exotischen Gestalten aussehen könnten. Um 1900 wurden diese Themen ohne Verbindung zum traditionellen orientalischen Tanz von vielen Tänzerinnen aufgegriffen und in Tanzproduktionen vorgestellt, vor allem auf Kabarett- und Varietébühnen. So entstand ein eigenes, erotisch konnotiertes Genre des „orientalischen Tanzes“ ausschließlich im Westen – das erst über die Medien des 20. Jahrhunderts auf den Orient zurückwirkte.
Zur Zeit der Weltausstellung in Chicago um 1893 zeigte die relativ unbekannte Tänzerin Little Egypt zum ersten Mal „orientalische Tänze“ vor internationalem Publikum. In der Zeit des ausgehenden 19. Jahrhunderts war das Zeigen eines entblößten Bauches, ebenso wie das Zeigen eines bloßen Fußes oder unbedeckter Hände und Arme, gesellschaftlich sanktioniert.
Die Tänze von Little Egypt, die in den USA später in Burlesque-Aufführungen auftrat, waren trotz oder gerade wegen der Zurschaustellung normalerweise bedeckter Körperteile eine Sensation. Offiziell wurde dem Tanz und der Tänzerin nur entrüstete Aufmerksamkeit gezollt, trotzdem ist ihr Name bis heute ein Begriff. Es existieren Fotoaufnahmen verschiedener Tänzerinnen, die sich ebenfalls Little Egypt nannten.
Die amerikanische Tänzerin Ruth St. Denis (1879–1968) beschäftigte sich mit verschiedensten religiösen und esoterischen Lehren. Ihre Tanzausbildung beruhte auf der Grundlage des Delsarte-Systems. Ein Zigarettenplakat der Göttin Isis beeindruckte sie nachhaltig und inspirierte sie 1906 zu ihrer ersten Tanzschöpfung. In den nächsten Jahren beschäftigte sich Ruth St. Denis immer mehr mit orientalischen Themen, die ihre abendfüllende Tanzproduktion „Egypta“ mündeten. Als Gemeinschaftsarbeit mit ihrem Mann Ted Shawn entstand 1916 die Produktion „Dance Pageant of Egypta, Greece and India“. Ihre „Denishawn“-Schule in Los Angeles wurde zu einer zentralen Ausbildungsstätte. Sie choreografierte die babylonischen Tänze in D. W. Griffiths Monumentalfilm Intolerance. Mit ihrer Kompanie unternahmen beide 1925/26 eine große Tournee in den Fernen Osten. Neben den Gruppenstücken kreierte Ruth weiterhin Solotänze wie The Spirit Of The Sea, White Jade, Angkor-Vat. Zusammen mit La Meri (Russell Meriwether Hughes) gründete sie den dem orientalischen Tanz gewidmete School of Natya. Vor allem die orientalische Tanzszene Amerikas verehrt Ruth St. Denis als Pionierin des orientalisch inspirierten Tanzes.

Maud Allan als Salome

Loïe Fuller trat als Serpentinentänzerin (ein Tanz mit übergroßen Schleiern) 1892 erstmals öffentlich auf. 1893 ließ sie sich ihr Kostüm und „Bühnenvorrichtungen zur Erzeugung von Illusionseffekten“ in Frankreich und London patentieren. Mit ihren Revue-Inszenierungen begeisterte und inspirierte sie viele Künstler ihrer Zeit. Henri de Toulouse-Lautrec, Jules Chéret, Will Bradley, Thomas Theodor Heine, James McNeill Whistler, Maurice Denis und viele andere verewigten sie in ihren Kunstwerken. Sie arbeitete als erste mit farbigen Lichtprojektionen und elektrischem Licht. Gabriel Pienré schrieb 1895 die Musik zu Fullers Interpretation der Salome, die am 4. März 1895 in der Comédie-Parisienne als lyrische Pantomime von Charles H. Meltzer und Paul-Armand Silvestre uraufgeführt wurde.
Das Thema der Salome, der todbringende Tanz einer Frau mit seiner Tragik, wie sie auch Oscar Wilde in seinem Stück 1893 inszenierte, diente als Vorlage für viele Tänzerinnen der jüngeren Generation. Nach der Jahrhundertwende, dem berühmten Fin de siècle, nahmen viele Tänzerinnen das Thema Salome auf und interpretierten es für sich neu. Die bekannteste Tänzerin die sich der Aufführung von Salome lange Zeit und mit nicht nachlassendem Erfolg widmete, war Maud Allan. Die erste Aufführung von The Vision of Salome fand am 2. Dezember 1906 am Wiener Carl-Theater statt. Ihr Tanz wurde als Weiterentwicklung der Tänze von Isadora Duncan betrachtet, der Pionierin des „freien Tanzes“.
Eine weitere Tänzerin, deren Hauptbeschäftigung aber eher den asiatischen Tänzen galt und die den Orient-Boom des angehenden 20. Jahrhunderts ausnutzte, war Mata Hari. Unter diesem Künstlernamen präsentierte sie Nachempfindungen indischer Tempeltänze. Die Szene in der sie zuletzt „nackt“ zu sehen war, wurde eine Sensation. Es folgten Auftritte in den Salons von Baron von Rothschild, Cécile Sorel, Gaston Menier, Natalie Clifford Barney. Viele Menschen würden Mata Hari unbesehen zu den orientalische Tänzerinnen zählen, aufgrund der ausgeprägten Exotik ihrer Kostüme. Mata Hari hatte jedoch nie eine Tanzausbildung und tanzte vor allem, um am Ende ihre Nacktheit zu präsentieren, was ihre Karriere ankurbelte.